# 준 콜리어

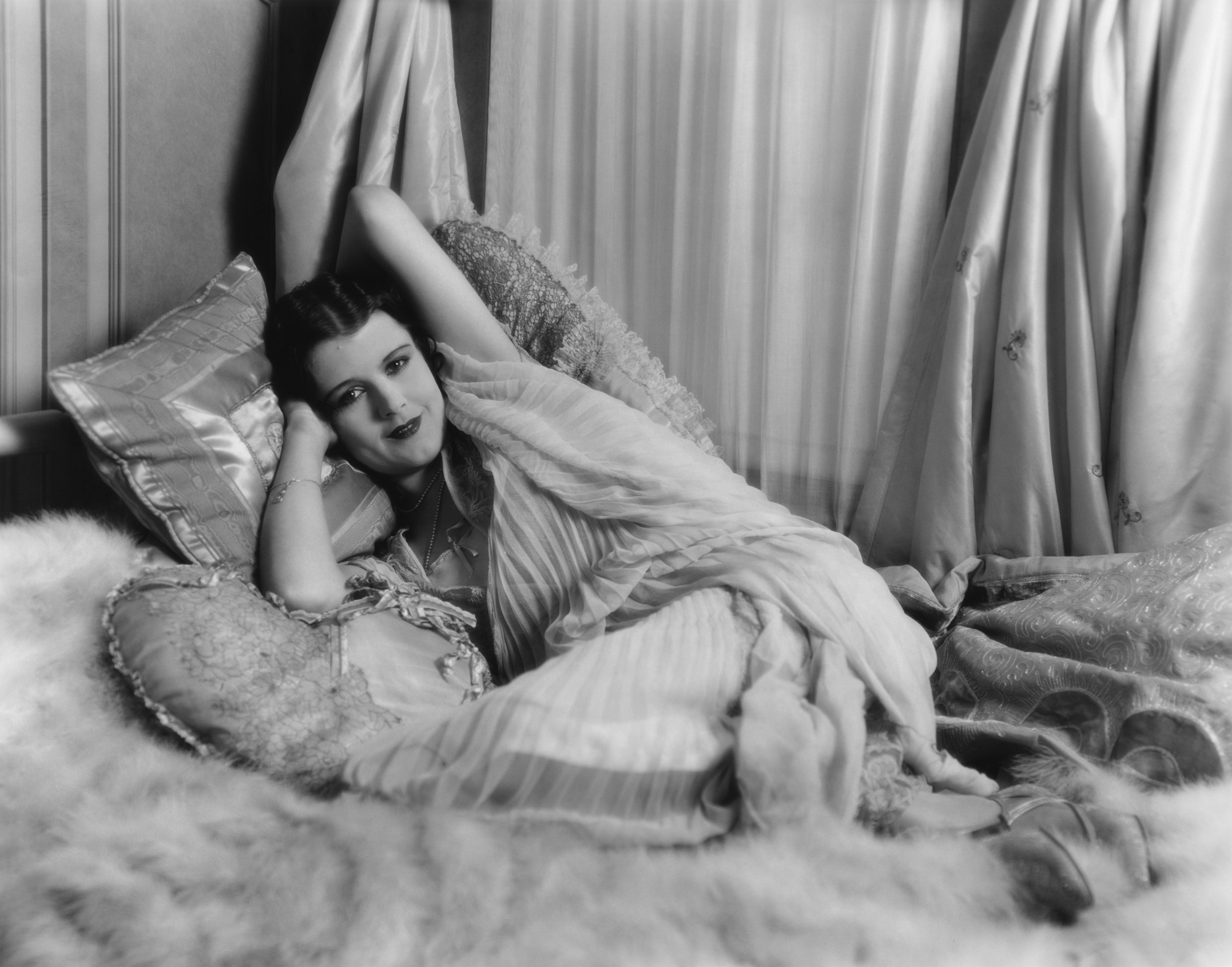

준 콜리어(June Collyer, 1906년 8월 19일 ~ 1968년 3월 16일)는 미국의 배우, 영화배우이다.
뉴욕에서 태어났으며 로스앤젤레스에서 사망하였다. 사인은 폐렴이다.

## 영화
- 건방진 꼬마 (1931년)
- 키스 미 어게인 (1930년)
- 스윗 키티 벨라스 (1930년)
- 세 자매 (1930년)
- 네 아들 (1928년)